# Дијего Симеоне
Дијего Пабло Симеоне (Буенос Ајрес, 28. април 1970) је бивши аргентински фудбалски репрезентативац и тренутни тренер Атлетика из Мадрида. Играо је на позицији задњег везног играча. 

## Клупска каријера
Кроз каријеру је наступао за седам клубова: Велез Сарсфилд, Пизу, Севиљу, Интер, Лацио, Расинг клуб и у два наврата за Атлетико Мадрид.
Дијего је као играч освојио са Атлетико Мадридом првенство 1996. и национални куп исте сезоне, са италијанским Интером је 1998. освојио Куп УЕФА, док је са Лацијом освојио 1999. УЕФА суперкуп, а 2000. освојио италијанску Серију А, национални куп и италијански суперкуп.

## Репрезентативна каријера
За Аргентину је одиграо 106 утакмица и постигао 11 погодака. Са Аргентином је освојио два пута Амерички куп 1991. и 1993, те је освојио Куп конфедерације 1992. године.

## Тренерска каријера
Диејго Симеоне почео је тренерску каријеру 2006. године у Расингу да би је наставио у Естудијантесу (освојио Апертуру), Ривер Плејту (освојио Клаусуру), Сан Лоренцу и Катанији. Тренутно је тренер у Атлетико Мадриду са којим је до сада освојио две титуле првака Шпаније, по један трофеј у купу и суперкупу Шпаније, те по два трофеја у лиги Европе и УЕФА суперкупу. На тај начин постао је најуспешнији и најтрофејнији тренер у историји Атлетико Мадрида. Осим тога Симеоне је клуб два пута довео и до финала лиге шампиона али је оба пута доживео поразе од љутог градског ривала Реал Мадрида. Чак четири пута проглашен је за најбољег тренера шпанске лиге, три пута је освојио престижни Трофеј Мигуел Муњоз, једном је освојио награду за најбољег тренера у избору Међународне федерације за фудбалску историју у статистику, а једном је званично проглашен за најбољег тренера Европе и то у сезони (2011/12).

## Трофеји (као играч)

### Атлетико Мадрид
- Првенство Шпаније (1) : 1995/96.
- Куп Шпаније (1) : 1995/96.

### Интер
- Куп УЕФА (1) : 1997/98.

### Лацио
- Првенство Италије (1) : 1999/00.
- Куп Италије (1) : 1999/00.
- Суперкуп Италије (1) : 2000.
- УЕФА суперкуп (1) : 1999.

### Репрезентација Аргентине
- Копа Америка (2) : 1991, 1993.
- Куп конфедерација (1) : 1992.
- Трофеј Артемио Франки (1) : 1993.
- Олимпијске игре : сребро 1996.

### Индивидуална признања
- Најбољи латино–амерички играч у Примери (1) : 1995/96.

## Трофеји (као тренер)

### Естудијантес
- Првенство Аргентине (1) : 2006. (Апертура)

### Ривер Плејт
- Првенство Аргентине (1) : 2008. (Клаусура)

### Атлетико Мадрид
- Првенство Шпаније (2) : 2013/14, 2020/21.
- Куп Шпаније (1) : 2012/13.
- Суперкуп Шпаније (1) : 2014.
- Лига шампиона : финале 2013/14, 2015/16.
- Лига Европе (2) : 2011/12, 2017/18.
- УЕФА суперкуп (2) : 2012, 2018.

### Индивидуална признања
- Најбољи тренер шпанске лиге (4) : 2012/13, 2013/14, 2015/16, 2020/21.
- Трофеј Мигуел Муњоз (3) : 2013/14, 2015/16, 2020/21.
- Најбољи тренер по избору Међународне федерације за фудбалску историју у статистику (1) : 2016.
- Најбољи тренер Европе (1) : 2011/12.

## Статистика (као тренер)
Последња измена 1. марта 2025.
| Тим              | Од                 | До                 | Статистика | Статистика | Статистика | Статистика | Статистика |
| Тим              | Од                 | До                 | Утк        | Поб        | Нер        | Пор        | Поб %      |
| ---------------- | ------------------ | ------------------ | ---------- | ---------- | ---------- | ---------- | ---------- |
| Расинг Авељанеда | 18. фебруар 2006.  | 4. мај 2006.       | 14         | 5          | 3          | 6          | 35.71      |
| Естудијантес     | 18. мај 2006.      | 3. децембар 2007.  | 60         | 34         | 15         | 11         | 56.67      |
| Ривер Плејт      | 15. децембар 2007. | 7. новембар 2008.  | 45         | 20         | 13         | 12         | 44.44      |
| Сан Лоренцо      | 15. април 2009.    | 3. април 2010.     | 50         | 22         | 9          | 19         | 44.00      |
| Катанија         | 19. јануар 2011.   | 1. јун 2011.       | 18         | 7          | 3          | 8          | 38.89      |
| Расинг Авељанеда | 21. јун 2011.      | 23. децембар 2011. | 20         | 8          | 10         | 2          | 40.00      |
| Атлетико Мадрид  | 23. децембар 2011. | данас              | 721        | 429        | 160        | 132        | 59.50      |
| Укупно           | Укупно             | Укупно             | 928        | 525        | 213        | 190        | 56.57      |